# Michel Varro
Michel Varro (* um 1542 in Genf; † 8. Oktober 1586 ebenda) war ein Genfer Jurist und Physiker.

## Biografie
Varro war der Sohn eines Kaufmanns und studierte ab 1559 Jura und Mathematik in Genf und ab 1563 in Frankfurt an der Oder. Er war ab 1568 Mitglied des Rats von Genf, 1573 bis 1576 Staatssekretär und 1582 und 1586 Syndikus der Stadt Genf. 1581 wurde er Professor (Scholarch). Er besass ein Landgut und war Mitbesitzer eines Eisenerz-Bergwerks. Auf einer Reise 1572 nach Paris entging er nur knapp der Ermordung in der Bartholomäusnacht. 1573 bis 1578 war er in Polen.
In seiner Abhandlung De Motu tractatus, die 1584 in Genf erschien und an der er während seiner Zeit in Polen schrieb, war er ein Vorläufer von Galileo Galilei. Beispielsweise findet sich dort eine Behandlung des freien Falls, und er nimmt eine Proportionalität von Fallgeschwindigkeit und Fallweg an und zwar als kontinuierliches Verhältnis (das heisst die Geschwindigkeit ändert sich stetig).